# Phil Jiménez
Phil Jimenez (12 de julho de 1970) é um artista e escritor de quadrinhos norte-americano conhecido por seu trabalho como escritor/artista em Mulher-Maravilha de 2000 a 2003, como um dos cinco desenhistas da minissérie Infinite Crisis de 2005–2006, suas colaborações com o escritor Grant Morrison em New X-Men e The Invisibles, e sua arte por sua parceria aclamada pela crítica em 2021 com a escritora Kelly Sue DeConnick em Wonder Woman Historia: The Amazons.

## Primeiros anos
Phil Jimenez nasceu e foi criado no sul da Califórnia. Ele frequentou a Escola de Artes Visuais em Manhattan, Nova Iorque, onde se formou em desenho animado. Ele se formou como Bacharel em Belas Artes em 1991.

## Carreira
Após se formar na SVA, Jimenez foi contratado pelo diretor criativo da DC Comics, Neal Pozner, aos 21 anos, com seu primeiro trabalho publicado ilustrando quatro páginas na minissérie de 1991, Guerra dos Deuses. Pozner era HIV positivo quando ele e Jimenez começaram a namorar e estava hesitante em namorar alguém mais jovem e HIV negativo. No entanto, Jimenez se tornou parceiro e zelador de Pozner, dizendo:
Neal Pozner foi meu primeiro editor, e ele foi provavelmente o meu maior mentor na DC Comics. Ele era um homem incrivelmente talentoso, com algumas opiniões muito fortes sobre a maneira como as coisas deveriam ser feitas. Eu desenvolvi uma paixão por ele no minuto em que o conheci, e eu queria saber mais sobre ele, e eu queria estar com ele o tempo todo. Então eu saía com ele no trabalho, nos escritórios, muito mais tarde do que eu tinha qualquer razão para. Eu comprava roupas que eu não poderia me dar ao luxo de impressioná-lo. Eventualmente, eu tive a coragem de pedir um encontro. E ele era 15 anos mais velho que eu. E ele tinha sido meu chefe. E assim, contra o seu melhor julgamento, ele disse que sim. E na verdade acabou sendo um relacionamento realmente maravilhoso.

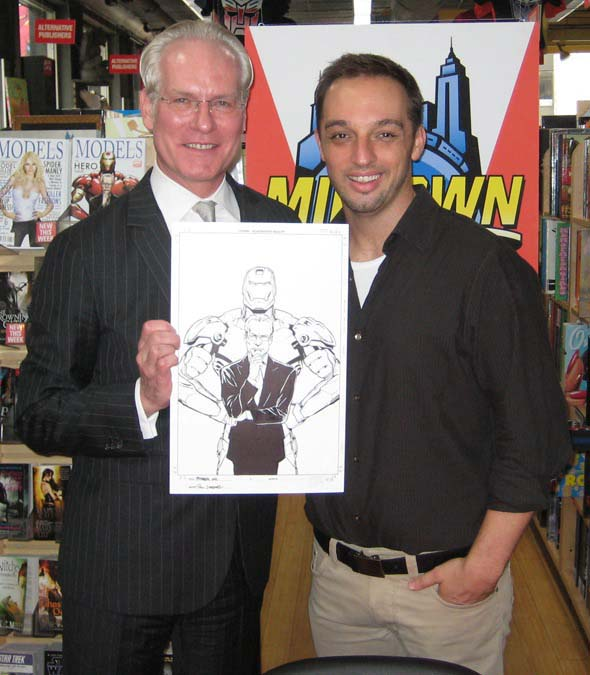
Jimenez com Tim Gunn na Midtown Comics Times Square em Manhattan, para a sessão de autógrafos de Models, Inc. em 9 de setembro de 2009, cuja primeira edição traz a ilustração de Gunn feita por Jimenez na capa, cuja arte Gunn está segurando na foto

Após a morte de Neal Pozner em 1994, Jimenez escreveu e ilustrou a minissérie da DC de 1996, Tempest, baseada em um personagem da série Aquaman de Pozner do final dos anos 1980. Na última edição, Jimenez dedicou a minissérie a Pozner e escreveu uma página editorial na qual se assumiu publicamente pela primeira vez. "Recebeu mais de 150 cartas", diz ele, "incluindo a carta clássica do garoto de Iowa: 'Eu não sabia que havia alguém como eu'. É isso que importa. Significou muito para as pessoas."
Grande parte da obra de Jimenez está relacionada às obras de George Pérez, cuja arte influenciou fortemente Jimenez. Jimenez trabalhou em várias séries relacionadas aos Novos Titãs (algumas edições das séries em andamento New Titans e Team Titans, e a minissérie JLA/Titans, The Return of Donna Troy e Tempest),
foi o artista principal de Infinite Crisis, uma sequência de Crisis on Infinite Earths, e fez uma longa temporada como escritor/artista de Wonder Woman começando com a edição #164 (janeiro de 2001). Pérez trabalhou na série no final dos anos 1980 e início dos anos 1990. Pérez e Jimenez também escreveriam juntos uma história de duas partes nas edições #168–169 da Wonder Woman (vol. 2) em 2001. Jimenez deixaria o cargo de escritor/artista da série com a edição nº 188, em março de 2003. Jimenez e Pérez também trabalharam juntos em 2005-2006 na minissérie Infinite Crisis (onde Jimenez foi o desenhista principal, e Pérez desenhou algumas sequências e capas para a série) e DC Special: The Return of Donna Troy (escrito por Jimenez e arte-finalizado por Pérez).
Jimenez também é conhecido por seu trabalho em vários títulos para o selo "leitores maduros" da DC Entertainment, Vertigo, incluindo Swamp Thing, The Invisibles com o escritor Grant Morrison e sua própria série de propriedade do criador, a mistura de ficção científica/fantasia Otherworld. Em 2003, Jimenez desenhou vários arcos de história da série New X-Men de Morrison.

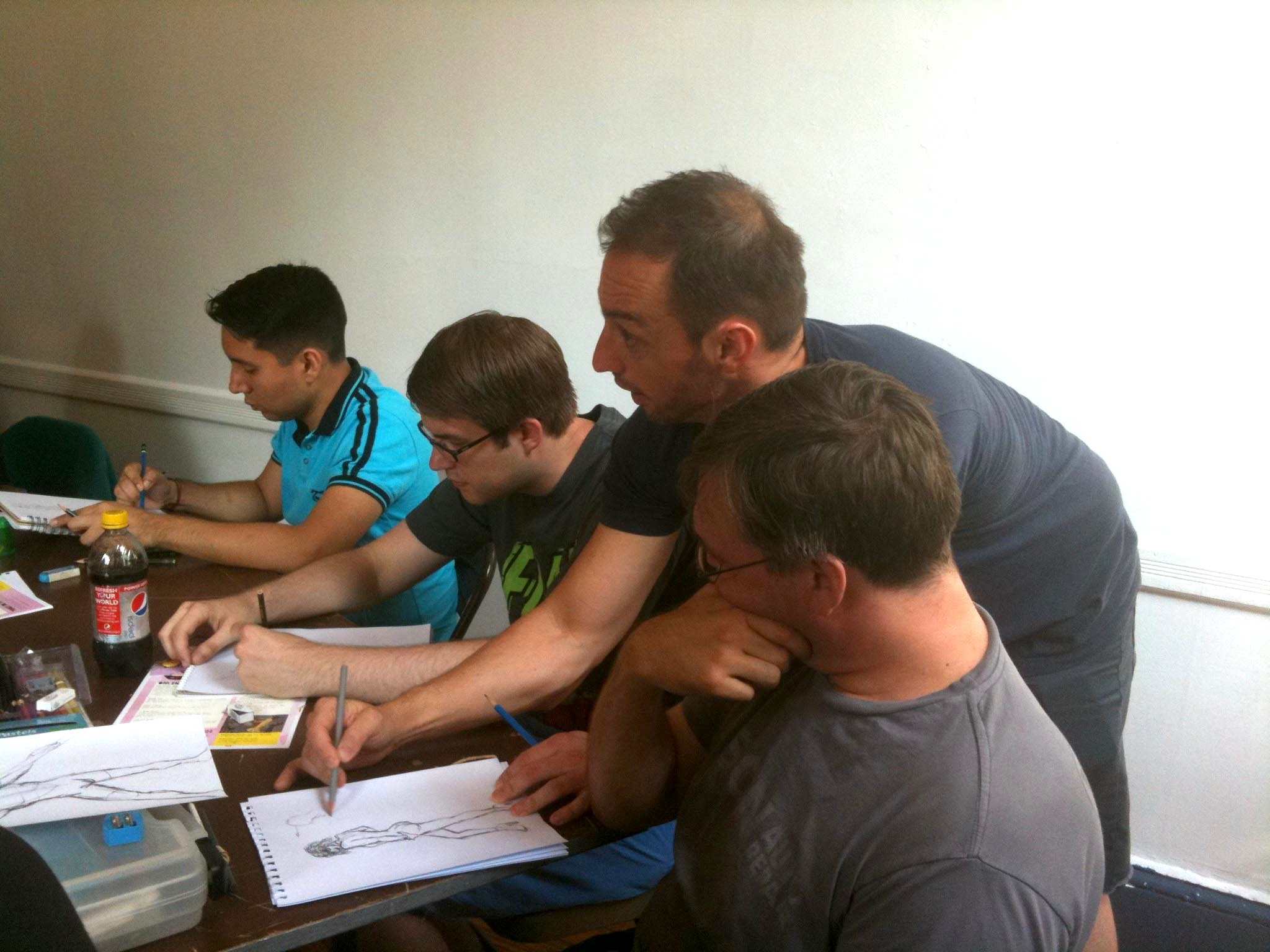
Jimenez supervisionando uma aula de desenho de figuras em 12 de junho de 2011 no LGBT Center em Manhattan

Foi anunciado na San Diego Comic-Con de 2007 que Jimenez havia assinado um contrato exclusivo com a Marvel Comics. Ele foi um dos quatro artistas que trabalharam no principal título da Marvel, The Amazing Spider-Man, o único título do Homem-Aranha da empresa, no qual a Marvel aumentou sua frequência de publicação para três edições mensais e inaugurou a série com o arco de história "de volta ao básico" "Brand New Day" no início de 2008. Seu primeiro trabalho no Homem-Aranha foi na revista em quadrinhos Free Comic Book Day 2007: Spider-Man #1 (junho de 2007), com o escritor Dan Slott, que serviu como um prelúdio para "Brand New Day". Jimenez e o escritor Bob Gale co-criaram o Freak em The Amazing Spider-Man #552 (março de 2008). Ana Kravinoff, filha de Kraven, o Caçador, foi apresentada em The Amazing Spider-Man #565 (setembro de 2008) por Jimenez e Marc Guggenheim. Durante sua carreira, Jimenez desenhou a capa de The Amazing Spider-Man #583, com Barack Obama.
Em 2009, o editor-chefe da Marvel, Joe Quesada, anunciou que Jimenez se tornaria o artista de Astonishing X-Men a partir da edição n.º 31. Jimenez co-escreveu o livro The Essential Wonder Woman Encyclopedia com John Wells para a Del Rey Books em 2010 e atualizado pela Random House em 2015. Posteriormente, ele retornou à DC Comics, ilustrando uma breve passagem pela Adventure Comics apresentando a Legião dos Super-Heróis e Fairest, um spin-off da série Fables de Bill Willingham.
Ele apareceu na Casa Branca para o National Design Awards para apresentar arte original à primeira-dama Michelle Obama.
Jimenez apareceu em um painel de discussão sobre diversidade no fandom de ficção científica/fantasia no episódio de 19 de março de 2015 do programa de humor e comentários do Comedy Central, The Nightly Show with Larry Wilmore, junto com a diretora de conteúdo e personagem da Marvel Comics, Sana Amanat, o artista de hip-hop Jean Grae e o comediante Mike Lawrence. Durante a discussão, Jimenez comentou: "Parece estranho para mim que nós particionemos raça, gênero e nerd como se fossem coisas distintas (...) Todos os seres humanos são essa combinação de experiências e ideologias (...) Todo mundo tem um pouco de nerd dentro de si. Mas a ideia de que, de alguma forma, ser nerd é separado das crenças religiosas, morais ou políticas de alguém é estranha para mim. Todos nós trazemos tudo para nossa tomada de decisão diariamente."
Como parte do relançamento dos títulos da DC, DC Rebirth, Jimenez foi o escritor e artista da série Superwoman de 2016 a 2017. Ele se envolveu com Rebirth quando foi originalmente designado para ser o artista do Superman, mas depois que a DC mudou seu plano de publicação, ele foi convidado para trabalhar na Superman. Jimenez usa suas próprias experiências e emoções e as projeta nos personagens de sua obra. Ele usa a ansiedade que sentiu com a morte de sua mãe para se relacionar com a forma como Lana Lang lida com suas perdas. Além disso, Jimenez queria criar uma vilã que não tivesse nenhuma carga sexual e que fosse motivada por algo diferente de ter filhos.
Em novembro de 2021, Jimenez ilustrou a primeira edição de Wonder Woman Historia: the Amazons. Escrita por Kelly Sue DeConnick, a minissérie de três edições se passa antes do nascimento de Diana e conta a criação das Amazonas e como Hipólita se tornou sua rainha. A segunda edição de Wonder Woman Historia: the Amazons foi ilustrada por Gene Ha e a terceira por Nicola Scott; uma edição omnibus da minissérie de quadrinhos foi lançada em junho de 2023.

## Outros trabalhos
Entusiasta de dioramas, Jimenez leciona um curso de desenho anatómico como parte do programa de graduação em desenho animado na Escola de Artes Visuais de Manhattan, onde ele próprio estudou. Ele deu aulas de desenho de figuras fora da SVA, em lugares como o Centro LGBT no West Village.
Jimenez forneceu esboços vistos no filme de super-heróis Homem-Aranha de 2002. Nas cenas em que Peter Parker, interpretado por Tobey Maguire, é visto criando esboços de seu traje, os close-ups de suas mãos são na verdade os de Jimenez.
Jimenez criou arte para a primeira exposição permanente de conscientização sobre a AIDS no Museu de Ciência e Indústria de Chicago. Sua arte apareceu em capas de álbuns e em revistas editoriais. Seu trabalho artístico foi apresentado em publicações tradicionais como TV Guide, e ele próprio foi retratado ou reconhecido na Entertainment Weekly, The Advocate, revista Instinct e revista Out.

## Prêmios e honrarias
- Eleito um dos Homens do Ano de 2006 da revista Instinct[34][35]
- Listado como um dos "101 Gay Movers and Shakers[5] da Entertainment Weekly
- Prêmio Inkpot 2010[38]
- Embaixador do Prêmio Inkwell de setembro de 2011 (setembro de 2011 – presente)[39]
- Prêmio Will Eisner Comic Industry de 2022 – Melhor Edição Única com a escritora Kelly Sue DeConnick para Wonder Woman Historia: The Amazons #1[40]
- Prêmio Will Eisner Comic Industry de 2022 – Melhor desenhista/arte-finalista para Wonder Woman Historia: The Amazons #1[41]

## Vida pessoal
Jimenez se assumiu gay em 1992, e seu primeiro relacionamento público foi com Neal Pozner, que o contratou na DC naquele mesmo ano.

## Obras publicadas

### DC Comics
Arte interna
Somente capas
- dez/1999: Action Comics #760 (em inglês)
- dez/1999: Adventures of Superman #573 (em inglês)
- 2003: The New Teen Titans: The Terror of Trigon TPB (em inglês)
- 2006: Infinite Crisis (em inglês; nova arte da capa e sobrecapa da edição de capa dura)
- 2011–2012: Star Trek / Legião dos Super-Heróis, minisséries, #1–6 (em inglês)
- jun/1997: Supergirl, vol. 4, #10 (em inglês)
- dez/1999 Superman vol. 2  #151 (em inglês)
- dez/1999: Super Man: The Man of Steel #95 (em inglês)

Vertigo
- 1999: Os Livros da Magia Anual #3 (em inglês)
- 2002: Codename: Knockout #12 (em inglês)
- 2000: The Dreaming #55 (em inglês)
- 2012–2013: Fairest #1–6, 15–17, 19–20 (em inglês)
- 1999: Flinch #7 (em inglês)
- 2012: Ghosts vol. 2 #1 (em inglês)
- 1999: Heartthrobs #1 (em inglês)
- 1996: The Invisibles #17–19 (em inglês)
- 1997–1998: The Invisibles, vol. 2, #1–8, 10–13 (em inglês)
- 2005: Otherworld, minisséries, #1–7 (em inglês)
- 1995: Swamp Thing, vol. 2, #156 (em inglês)
- 2000: Transmetropolitan: I Hate It Here #1 (em inglês)
- 2010: Vertigo Resurrected #1 (em inglês)

### WildStorm
- 2000: Planetary/Authority: Ruling the World #1 (em inglês)
- 2007: Heroes Vol. 1 (HC) entre outros artistas (em inglês)
- 2007: Worldstorm #2 (Voodoo) (em inglês)

### Marvel Comics
Arte interna
- 2008–2009: The Amazing Spider-Man #552–554, 565–567, 595 (em inglês)
- 2009: The Amazing Spider-Man: Extra!, minisséries, #3 entre outros artistas (em inglês)
- 2008: Amazing Spider-Man: Swing Shift Director's Cut #1 (em inglês)
- 2015: Angela, Asgard's Assassin #1–6 (em inglês)
- 2009–2010: Astonishing X-Men #31–35 (em inglês)
- 2013: Fearless Defenders #4 AU (em inglês)
- 2007: Free Comic Book Day 2007: Spider-Man #1 (em inglês)
- 2002–2004: New X-Men #132, 139–141, 146–150 (em inglês)
- 2010: Spider-Man: Origin of the Hunter #1 (em inglês)
- 2010: Uncanny X-Men #522 (em inglês)
- 1998–1999: X-Men: Liberators, miniseries, #1–4 (em inglês)

Somente capas
- 2009 The Amazing Spider-Man #583 (capa de Barack Obama) ()[19][20]
- Marvel's Models Inc. capa variante #1, na qual a estrela do Project Runway, Tim Gunn, veste a armadura do Homem de Ferro (em inglês)